# Kurivți, Zboriv
Kurivți (în ucraineană Курівці) este o comună în raionul Zboriv, regiunea Ternopil, Ucraina, formată numai din satul de reședință.

## Demografie
Componența lingvistică a comunei Kurivți
     Ucraineană (99,72%)
     Alte limbi (0,28%)
Conform recensământului din 2001, majoritatea populației comunei Kurivți era vorbitoare de ucraineană (99,72%), existând în minoritate și vorbitori de alte limbi.